# 宮崎県東児湯消防組合
宮崎県東児湯消防組合（みやざきけんひがしこゆしょうぼうくみあい）は、宮崎県児湯郡高鍋町・木城町・都農町・川南町・新富町が組織する一部事務組合（消防組合）である。組合管理者は構成する5町の町長の持ち回り任期制である。ここでは東児湯消防組合消防本部についても言及する。

## 概要
児湯郡のうち、西都市以東5町(高鍋町・木城町・都農町・川南町・新富町）の常備消防を担当する組織として結成された。なお、児湯郡のうち、西都市以西の西米良村は常備消防未設置自治体である。
- 消防本部：宮崎県児湯郡高鍋町上江4526
- 管内面積：443.52km2
- 管轄区域：児湯郡のうち高鍋町・木城町・都農町・川南町・新富町の5町および東九州自動車道日向IC - 西都IC間
- 職員数：消防本部22人・消防署77人 計99名（出向中の職員込み）
- 消防署1カ所、分遣所3カ所
- 車両:25台
- 管理者：都農町長（管理者は5町の町長が兼任し、任期2年ないし4年での持ち回り）
- 副管理者：高鍋町長・川南町長・木城町長・新富町長・都農町副町長（管理者と同じ町の副町長および、残り4町の町長が兼任）
- 組合議員：10名（議長は5町の町議会議長が兼任し、任期2年持ち回り）
- 監査委員：2名

（2020年10月15日現在）

### 組織
- 消防長
  - 総務課
    - 防災センター

  - 警防通信課
    - 通信指令室

  - 予防課
- 消防署長
  - 消防課
  - 救助課
  - 救急課

### 主力機械
2020年6月3日現在
- 水槽付き消防ポンプ自動車:4（うち災害対応特殊水槽付き消防ポンプ自動車1, 13mブーム付多目的消防ポンプ自動車1）
- 救助工作車II型:1
- 高規格救急車:6（うち非常用1）
- 化学消防車:1
- 指揮車:1
- 指揮支援車:1
- 小型動力ポンプ付き水槽車:1
- 資機材搬送車:1
- 公共応急作業車:1
- 水上バイク搬送用トレーラー:2
- 水上バイク:2

なお、川南分遣所・都農分遣所のポンプ車・高規格救急車、本署の化学消防車は緊急消防援助隊に登録している。

## 沿革
- 1970年（昭和45年）
  - 3月17日：各町村において組合規約を可決。
  - 5月30日：一部事務組合の設置。
  - 10月1日：東児湯消防組合消防本部消防署を設置。元高鍋町消防団本部庁舎を消防署として借用。
  - 12月15日：救急業務開始
- 1971年（昭和46年）
  - 1月5日：都農分遣所を都農町役場内に設置。
  - 6月25日：都農分遣所新庁舎落成。都農分遣所を移転。
- 1972年（昭和47年）
  - 4月1日：消防署新庁舎落成。消防署を移転。
  - 4月7日：新富分遣所・川南分遣所を設置。
- 1973年（昭和48年）
  - 4月1日：木城村が町制施行。木城分遣所を設置。
- 2004年（平成16年）3月17日：本署、新庁舎移転。
- 2010年（平成22年）11月1日：木城分遣所廃止

## 消防署
| 消防署                       | 住所                 | 分遣所 |
| ---------------------------- | -------------------- | --- |
| 東児湯消防組合消防本部消防署 | 児湯郡高鍋町上江4526 | 都農:児湯郡都農町大字川北14708番地3 川南:児湯郡川南町大字平田1689番地3 新富:児湯郡新富町大字上富田6247番地3 |